# Pizza sicilienne
L'expression de pizza sicilienne (italien : pizza siciliana) fait référence à un ensemble de façons afférentes à la préparation de la pizza sicilienne dont la variété la plus connue est le sfincione palermitain. Néanmoins d'autres variétés de pizzas existent en Sicile dont la différence de préparation et de recette sont liées à la culture et aux traditions locales qui, sur une île aussi vaste que la Sicile, ont abouti à des recettes dont les caractéristiques sont parfois profondément différentes. Ainsi, certaines recettes ne comportent pas de fromage, alors que d'autres intègrent beaucoup de fromage dans leur composition.
Avec le phénomène d'émigration qui a touché la population sicilienne du XXe siècle, les recettes ont été transposées dans les divers pays en conservant partiellement leurs caractéristiques originales comme dans le New Jersey où on indique sous le terme anglais sicilian pizza la version italo-américaine du sfincione.

## Variantes

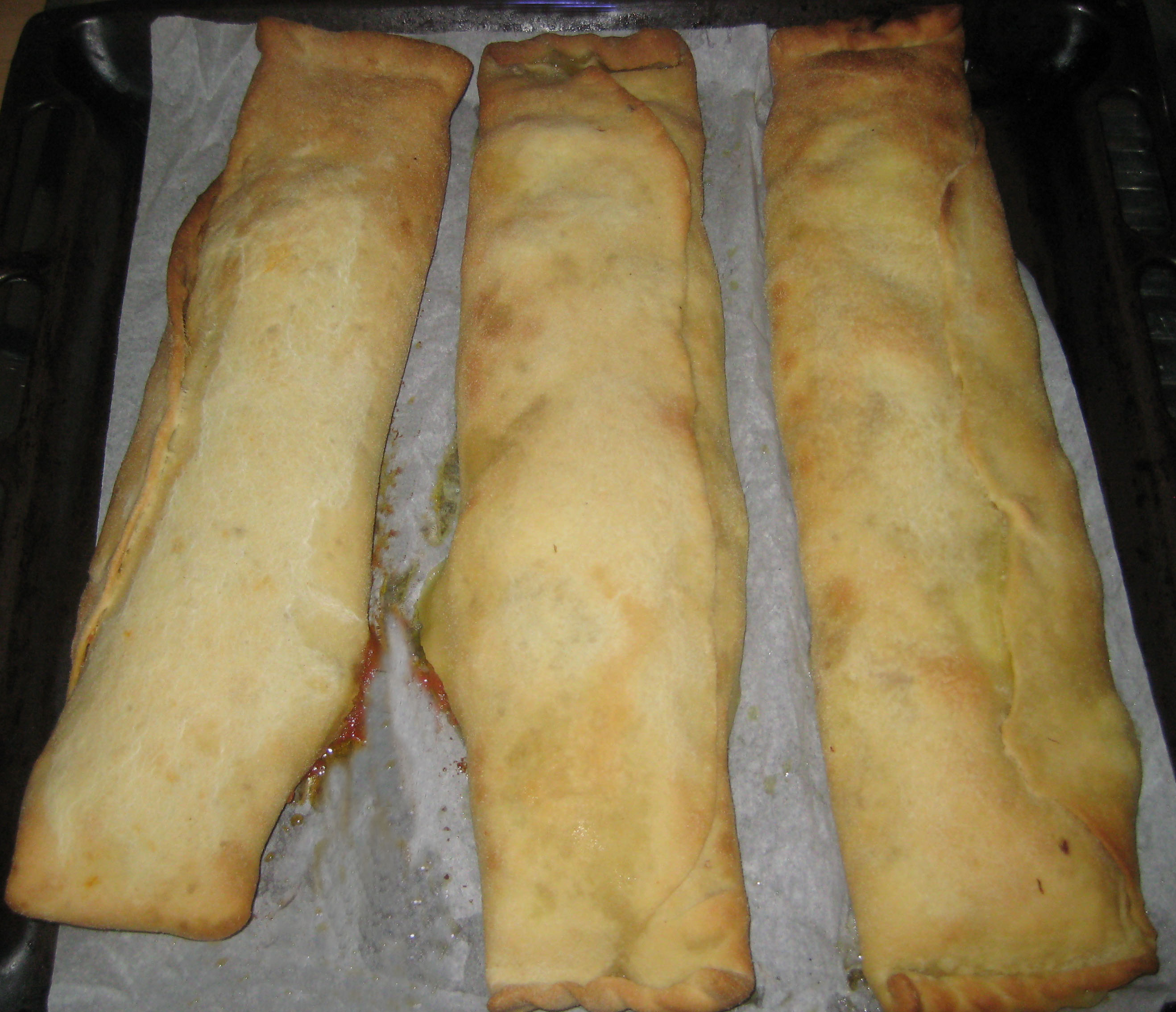
Scacciata.

À Palerme, le type de pizza appelé sfincione (en sicilien sfinciuni) est une pizza al taglio (« pizza à la coupe ») à base de tomates, oignon, anchois, pain râpé et caciocavallo, vendue aussi bien dans les rôtisseries que par des marchands ambulants.
La scacciata que l'on trouve dans la  province de Catane est issue d'une tradition qui remonte à la fin du XVIIe siècle. La scacciata ressemble beaucoup au calzone ou à une pizza à deux couches qui prévoyait deux versions originales différentes : en ville à base de caciocavallo et d'anchois ; dans les alentours de Catane à base de brocoli, chou-fleur, pommes de terre cuits à l'eau ou même de la viande braisée ou sous forme de saucisse.
Dans les friteries de Catane et alentours, on trouve des crispeddi, une sorte de fritelle ou panino farci avec comme garniture des anchois ou du fenouil. En dehors de la ville, ils se présentent sous d'autres formes et recettes de crispeddi. Dans les villes de Zafferana Etnea et Viagrande, situées dans la province de Catane, on trouve la pizza siciliana, un calzone frit garni de fromage, d'anchois et de champignons.
Dans la province de Messine, on trouve le pidone (piedone) ou piduni dits messinisi (messinoise), une variante de calzone remplie d'endives, de caciocavallo, de tomates et d'anchois. À ses côtés se trouve la focaccia dite à la messinoise qui, dans sa version originale, prévoit les mêmes ingrédients. Dans la province de Syracuse, spécialement à Solarino et Sortino, se prépare le pizzolo (en langue sicilienne : pizzòlu), une pizza farcie. La scaccia est servie dans la province de Raguse, en particulier dans la zone des monts Iblei. Il s'agit d'une version de pizza farcie, semblable à la scacciata catanese.
Aux États-Unis, en particulier parmi la communauté italo-américaine de Boston, du Connecticut, de New York, du New Jersey et d'Utica, le terme sicilian pizza désigne la version américaine du sfincione qui est servie comme « nourriture de rue » dans des barquettes en aluminium.

## Dans les pizzerias
La pizza sicilienne se trouve aussi au menu des pizzerie en Italie, ainsi qu'en Sicile, mais sa recette n'est pas standardisée. En effet, dans les menus les recettes des pizzas inscrites sous l'appellation « pizza siciliana » comportent toujours parmi les ingrédients : anchois, câpres, oignons, olives.